# IIe gouvernement constitutionnel portugais
IIIe République
Ier constitutionnel IIIe constitutionnel
Le IIe gouvernement constitutionnel portugais (en portugais : II Governo Constitucional de Portugal) est le gouvernement de la République portugaise entre le 30 janvier et le 29 août 1978, durant la première législature de l'Assemblée de la République.

## Historique du mandat
Dirigé par le Premier ministre socialiste sortant Mário Soares, ce gouvernement est constitué et soutenu par une coalition entre le Parti socialiste (PS) et le Parti du centre démocratique et social (CDS). Ensemble, ils disposent de 149 députés sur 263, soit 56,7 % des sièges de l'Assemblée de la République.
Il est formé à la suite de la démission du premier gouvernement constitutionnel, dirigé par Soares, constitué du seul PS et bénéficiant du soutien sans participation du Parti social-démocrate (PPD/PSD) et du CDS. Le 8 décembre 1977, l'exécutif se soumet à un vote de confiance, qu'il perd par 100 voix pour et 159 contre. Le 29 décembre, le président de la République António Ramalho Eanes charge Soares de constituer le nouvel exécutif. Il entreprend des consultations avec les autres partis représentés au Parlement. Parvenu à un accord avec le CDS, il le fait ratifier le 18 janvier 1978 par la direction du PS.

### Formation
Renommé Premier ministre le 23 janvier, il constitue un gouvernement de quinze ministres, dont trois chrétiens-démocrates et deux indépendants. À l'exception du ministre de la Défense nationale Mário Firmino Miguel, les principaux ministères régaliens changent de titulaire, le ministre de la Justice António de Almeida Santos étant nommé au poste nouvellement créé de ministre adjoint au Premier ministre.
Le 2 février, le nouveau cabinet se présente devant les députés et Mário Soares expose son programme. À la reprise des travaux parlementaires, le PPD/PSD et le Parti communiste portugais (PCP) déposent chacun une motion de rejet, afin d'empêcher l'approbation tacite du programme gouvernemental. Les deux textes sont rejetés et le débat prend fin le 13 février, conduisant à l'investiture du nouvel exécutif.

### Succession
Dès le 24 juillet, le conseil national du CDS demande à ses trois ministres de remettre leur démission, afin de permettre au Premier ministre de réaliser un remaniement ministériel à même de garantir la poursuite de la coalition. Pourtant, trois jours plus tard, le chef de l'État annonce la destitution de Soares. Le 9 août, Ramalho Eanes nomme le technocrate Alfredo Nobre da Costa formateur, et celui-ci constitue vingt jours plus tard le troisième gouvernement constitutionnel.

## Composition
- Les nouveaux ministres sont indiqués en gras, ceux ayant changé d'attributions en italique.

| Fonction                                      | Titulaire | Titulaire                                                 | Parti |
| --------------------------------------------- | --------- | --------------------------------------------------------- | ----- |
| Premier ministre                              |           | Mário Soares                                              | PS    |
| Ministre de la Défense nationale              |           | Mário Firmino Miguel                                      | Sans  |
| Ministre adjoint du Premier ministre          |           | António de Almeida Santos                                 | PS    |
| Ministre des Finances et du Plan              |           | Vítor Constâncio                                          | PS    |
| Ministre de l'Intérieur                       |           | Alberto Oliveira e Silva (jusqu'au 27/02/1978) Jaime Gama | PS    |
| Ministre de la Justice                        |           | José Santos Pais                                          | Sans  |
| Ministre des Affaires étrangères              |           | Victor de Sá Machado                                      | CDS   |
| Ministre de la Réforme administrative         |           | Rui Pena                                                  | CDS   |
| Ministre de l'Agriculture et de la Pêche      |           | Luís Saias                                                | PS    |
| Ministre de l'Industrie et de la Technologie  |           | Carlos Melancia                                           | PS    |
| Ministre du Commerce et du Tourisme           |           | Basílio Horta                                             | CDS   |
| Ministre du Travail                           |           | António Maldonado Gonelha                                 | PS    |
| Ministre de l'Éducation et de la Culture      |           | Mário Sottomayor Cardia                                   | PS    |
| Ministre des Affaires sociales                |           | António Arnaut                                            | PS    |
| Ministre des Transports et des Communications |           | Manuel Ferreira Lima                                      | PS    |
| Ministre du Logement et des Travaux publics   |           | António de Sousa Gomes                                    | PS    |